# Penzenska oblast
Penzenska oblast (rusko Пе́нзенская о́бласть) je oblast v Rusiji v Osrednjem federalnem okrožju. Na severu meji na republiko Mordvinijo, na vzhodu na Uljanovsko oblast, na jugu na Saratovsko oblast, na zahodu na Tambovsko oblast in na severozahodu na Rjazansko oblast. Ustanovljena je bila 4. februarja 1939.

## Znane osebnosti
- Victor Skumin (1948), ruski psiholog, zdravnik in filozof.[7]